# Mary Travers (chanteuse)
Pour les articles homonymes, voir Mary Travers et Travers.
Mary Allin Travers, née le 9 novembre 1936 à Louisville (Kentucky) et morte le 16 septembre 2009 à Danbury (Connecticut), est une chanteuse folk américaine membre du groupe Peter, Paul and Mary. Elle avait une voix de contralto.

## Biographie

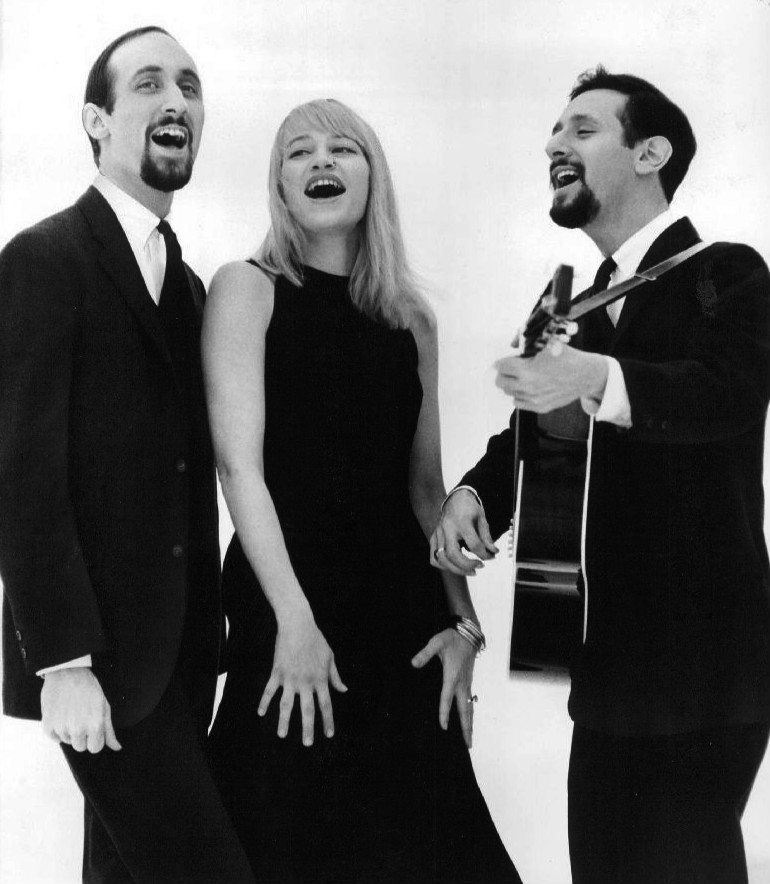
Le 21 mai 1963, le groupe Peter, Paul and Mary dans un studio.

Marche pour les droits civiques à Washington le 28 août 1963 : le groupe Peter, Paul and Mary chante sur scène.

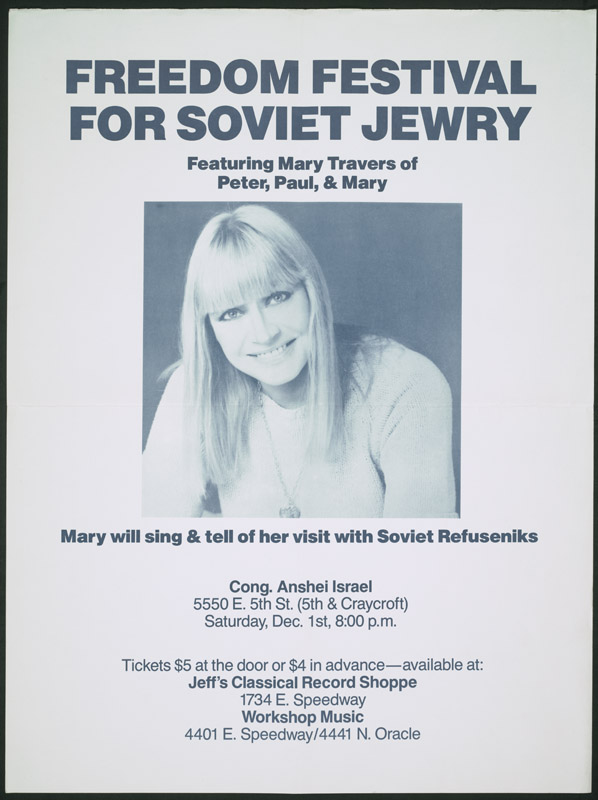
Affiche pour un concert de soutien aux Juifs d’Union soviétique en 1984.

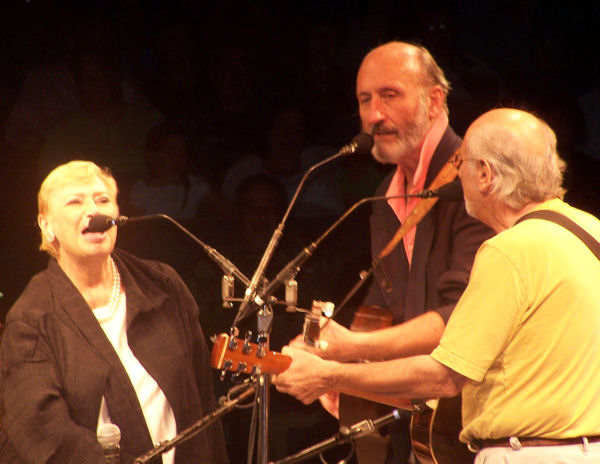
Mary Travers en août 2006 avec (à droite) et (au centre).

Son père, Robert John Travers (1910-1974), et sa mère, Virginia Mae (Allin) Coigney (1917-1997), sont tous deux journalistes et syndicalistes de la Newspaper Guild. En 1938, La famille déménage à Greenwich Village à New York.
Mary Travers exprime un intérêt marqué pour les chansons folk dès sa jeunesse, influencée par les Weavers, Huddie William Ledbetter « Lead Belly » et Woody Guthrie. Elle a rencontré Pete Seeger et Paul Robeson à la Little Red School House. Encore au lycée, elle commence sa carrière de chanteuse lors de sessions de musique folk du dimanche après-midi au Washington Square Park. L'environnement teinté de culture italienne du Greenwich Village de l'époque lui a permis de développer ses multiples talents artistiques.
Sa carrière commence avec le groupe des Song Swappers qui s'est produit à deux reprises à Carnegie Hall et a enregistré avec Pete Seeger sur plusieurs albums. Elle déclarera qu'elle a été élevée avec Josh White, Jo Mapes et Ronnie Gilbert des Weavers. Peete Seeger habitait le même immeuble de Greenwich Village que Mary et ses parents, et elle chantait à l'occasion avec lui.
Elle fait ses premiers pas professionnels dans le chœur de The Next President, show du comédien Mort Sahl se produisant de manière éphémère — une semaine et demi — à Broadway. Puis travaille dans les domaines littéraires et publicitaires tout en se produisant le soir et les week-ends dans des clubs new-yorkais.
Le musicien folk Milt Okun (en) encourage, Noël « Paul » Stookey et Mary Travers commencèrent une carrière en duo deux à trois fois par semaine au Gaslight Café. Simultanément, Peter Yarrow et son manager Albert Grossman se sont mis à rechercher des chanteurs folk avec qui former un groupe. Grossman contacte Mary Travers qui sort d'un mariage malheureux et se met finalement à envisager une carrière de chanteuse professionnelle. Cependant, les auditions montrent qu'une pierre manque pour parfaire l'harmonie du duo Yarrow / Travers et Stookey est invité à une audition dans l'appartement de Mary Travers situé sur MacDougal Street fin 1960. Grossman alors est convaincu de la qualité du trio.
Peter, Paul and Mary naît en 1961 et commence à se produire au Bitter End, puis dans le réseau des clubs underground de New York. 
Après des premiers succès tels que Lemon Tree et If I Had a Hammer (de Pete Seeger et Lee Hays, tous deux référencés en 1950 sur la liste noire anticommuniste, ce qui les avait éloignés des médias américains), le premier album de Peter Paul and Mary qui sort rencontre un succès retentissant, avec des classiques du mouvement pacifiste et des droits civiques tels que 500 Miles (de Hedy West), Cruel Wars (de Peter Yarrow) et Where Have All the Flowers Gone? (de Pete Seeger). Avec le Kingston Trio, c'était devenu un des rares groupes de musique folk à passer sur les antennes des réseaux des chaînes de radio américaines au début des années 1960.
Conseillé par Albert Grossman, qui manageait aussi Bob Dylan alors totalement inconnu à 22 ans, le trio continue avec l'album In the Wind qui contient trois chansons de Bob Dylan, dont Blowin' in the Wind, et Don't Think Twice, It's All Right. Blowin' in the Wind était alors devenu le premier des chants de révolte (protest songs), le groupe adoucissant et par là-même ouvrant à une audience bien plus large l'œuvre de leur ami Bob Dylan. Puis sortent Puff, the Magic Dragon, This Land is your Land (de Woody Guthrie) et Go Tell it on the Mountain. Dans les années suivantes, le groupe fait connaître les chansons de John Denver (dont Leaving on a Jet Plane) et de Gordon Lightfoot (dont Early Morning Rain (en)). Ils pavent ainsi la route pour d'autres groupes, comme les Byrds.
Peter Paul and Mary chantent If I Had a Hammer devant des centaines de milliers de spectateurs au Lincoln Memorial de Washington (en présence de Joséphine Baker qui y prendra la parole en uniforme de l'armée de l'air française), avant le fameux discours I have a dream de Martin Luther King du 28 août 1963. Deux ans plus tard, Peter, Paul and Mary participent le 21 mars 1965 à la dernière des trois marches de Selma à Montgomery en Alabama organisées par Martin Luther King pour protester contre la discrimination et les intimidations ayant conduit une partie de la population noire à ne pas pouvoir s'enregistrer sur les listes électorales. Ils participent, sur le campus catholique de la City of St Jude où se situait le premier hôpital non ségrégationniste du Sud-Est des États-Unis, au concert Stars for Freedom, en compagnie de Harry Belafonte, Sammy Davis Jr., Joan Baez, Tony Bennett, Leonard Bernstein, Dick Gregory, Lena Horne, Mahalia Jackson, Julius « Nipsey » Russell, Pete Seeger, et Shelley Winters. Cette marche se termine le 25 mars 1965 par une manifestation ayant lieu sous les fenêtres du Capitole de l'État de l'Alabama par le fameux discours How long, Not Long du 25 mars 1965 de Martin Luther King. Le 6 août 1965, le Voting Rights Act est promulgué après avoir été adopté par le Congrès des États-Unis sur proposition du président Lyndon B. Johnson.
Le trio a aussi participé à de nombreux événements de protestation contre la guerre du Vietnam, dont celui d'octobre 1967 regroupant plus de 100 000 protestataires au Lincoln Memorial.  Entre le 13 et le 15 novembre 1969, il participe aussi à la « marche contre la mort » (March against Death), une coalition d'activités contre la guerre du Vietnam se tenant à Washington. « Ce n'est pas notre authenticité qui nous rend populaires, mais notre engagement. L'engagement est la seule chose qui maintient un groupe comme le nôtre » dira Peter Yarrow. 
De 1964 à 1970, l'arrivée des Beatles et d'autres groupes de rock aux États-Unis a été à l'origine d'une désaffection notable du public américain pour la musique folk.  Mais la réputation de Peter, Paul & Mary perdurait, et en 1970 le groupe sortit le single I Dig Rock and Roll Music (en) qui entra dans les dix meilleures ventes de l'époque. Le 18 janvier 1969,  Mary Travers et Joni Mitchell enregistrent avec Cass Elliot le pilote du Mama Cass Television Show, chantant ensemble I Shall Be Released de Bob Dylan.
Le groupe annonce sa séparation en mai 1970, tout en poursuivant  des carrières en solo. En particulier, Paul Stookey ne voulait plus vivre la vie de tournées et avait décidé d'être plus présent pour sa famille. D'autre part, Peter Yarrow se retrouvera englué dans une affaire de mœurs. Il sera finalement gracié par le président Jimmy Carter en 1981, le dernier jour de sa présidence. Mary Travers enregistre les albums Mary en 1971, Morning Glory en 1972, All My Choices en 1973 et Circles en 1974. En 1978, elle contribue à un album It's in Every One of Us qui contient The Air That I Breathe.
Mary donne aussi des conférences dans les lycées sur le sujet de La Société et son influence sur la musique, anime l'émission Mary Travers and Friend sur KNX-FM (Los Angeles) - Radio Pacifica (KPFK), et produit, écrit et son propre rôle dans Mary: Rhymes and Reasons, une série d'une saison de la BBC (1972).
Peter, Paul & Mary se reconstitue en 1978 pour un concert de levée de fonds organisé en particulier par Peter Yarrow, le Survival Sunday de 1978, un des plus grands rassemblements antinucléaires américains organisé par des groupes tels que l'Alliance for Survival et des artistes engagés se tenant au Hollywood Bowl. Leur succès les pousse à reformer le groupe et à repartir en tournée en août 1978.  Reunion, l'album qui s'ensuit contient Forever Young de Bob Dylan. Dans l'album Lifelines, Pater, Paul and Mary chantent en compagnie de Ramblin' Jack Elliott, John Gorka (en), Pete Seeger et Dave Van Ronk.
Le deuxième Survival Sunday des 10-11 juin 1979, aura lieu moins de trois mois après l'accident de Three Miles Island. Durant les vingt années suivantes, le trio se produit annuellement autour de 45 fois par an en concert. Peter, Paul & Mary s'engagera alors afin de faire prendre conscience des violations des droits de l'homme en Amérique latine, de la situation des juifs en URSS ou encore de la faim dans le monde.
Mary Travers restera une fidèle de la gauche libérale américaine et continuera à enregistrer quelques albums en solo. On notera en particulier The Scarlet and the Grey, fruit de la collaboration entre Allan Taylor et Miles Wootton.
En 2004, Mary Travers est diagnostiquée d'une leucémie. Ayant bénéficié d'une greffe de moelle osseuse, elle continuera sa carrière jusqu'à sa mort à 72 ans le 16 septembre 2009.

## Vie privée
Elle est mariée quatre fois. En 1958 avec John Walter Filler dont elle divorce en 1960. Le couple a eu une fille, Erika A. Marshall-Travers à Naples (Floride). Puis le 15 octobre 1963 avec Richard Barry Feinstein, dont elle divorce en 1968. Le couple a eu une fille, Alicia Feinstein née en 1965 à Greenwich Village. Ensuite en 1969 avec Gerald (Jerry) L. Taylor, éditeur du National Lampoon dont elle divorce en 1975. Elle entame alors une relation de plusieurs années avec l'ancien procureur spécial du scandale du Watergate Richard Ben-Veniste (en), tout en élevant ses filles à New York. Puis elle se marie avec le restaurateur Ethan Robbins en 1991.

## Discographie
Avec Peter, Paul and Mary
| 1962 | Peter, Paul and Mary - Sortie: - Label: Warner Bros. - Format:           | 1   | 18 |
| 1963 | Moving - Sortie: - Label: Warner Bros. - Format:                         | 2   | -  |
| 1963 | In the Wind - Sortie: - Label: Warner Bros. - Format:                    | 1   | 11 |
| 1964 | In Concert - Sortie: - Label: Warner Bros. - Format:                     | 4   | 20 |
| 1965 | A Song Will Rise - Sortie: - Label: Warner Bros. - Format:               | 8   | -  |
| 1965 | See What Tomorrow Brings - Sortie: - Label: Warner Bros. - Format:       | 11  | -  |
| 1966 | The Peter, Paul and Mary Album - Sortie: - Label: Warner Bros. - Format: | 22  | -  |
| 1967 | Album 1700 - Sortie: - Label: Warner Bros. - Format:                     | 15  | -  |
| 1968 | Late Again - Sortie: - Label: Warner Bros. - Format:                     | 14  | -  |
| 1969 | Peter, Paul and Mommy - Sortie: - Label: Warner Bros. - Format:          | 12  | -  |
| 1978 | Reunion - Sortie: - Label: Warner Bros. - Format:                        | 106 | -  |
| 1983 | Such Is Love - Sortie: - Label: Warner Bros. - Format:                   | -   | -  |
| 1986 | No Easy Walk To Freedom - Sortie: - Label: Warner Bros. - Format:        | 173 | -  |
| 1990 | Flowers & Stones - Sortie: - Label: Warner Bros. - Format:               | -   | -  |
| 1995 | Once Upon The Time - Sortie: - Label: Warner Bros. - Format:             | -   | -  |
| 1995 | LifeLines - Sortie: - Label: Warner Bros. - Format:                      | -   | -  |
| 2000 | Don't Laugh at Me - Sortie: - Label: - Format:                           | -   | -  |
| 2004 | In These Times (en) - Sortie : - Label: Warner Bros. - Format:           | -   | -  |
| 2008 | The Solo Recordings (1971–1972) - Sortie: - Label: - Format:             | -   | -  |
| 2010 | The Prague Sessions - Sortie: - Label: - Format:                         | -   | -  |

Disques solo
- ’'Mary (en), Warner Bros., 1971
- Morning Glory, Warner Bros., 1972
- All My Choices, Warner Bros., 1973
- Circles, Warner Bros., 1974
- It's In Everyone of Us, Chrysalis, 1978